# فابيو فينيارولي
فابيو فينيارولي (بالإيطالية: Fabio Vignaroli)‏ (7 يونيو 1976 في إيطاليا - ) هو لاعب كرة قدم إيطالي في مركز الهجوم. لعب مع نادي بارما ونادي باري ونادي بالزان ونادي بولونيا ونادي ساليرنيتانا ونادي كومو ونادي لاتسيو ونادي مودينا ونادي مونزا ونيوكاسل يونايتد جتس ونادي سافونا ‏ ونادي موستا ‏ وPanthrakikos F.C. ‏.

## وصلات خارجية
- فابيو فينيارولي على موقع قاعدة بيانات كرة القدم.إي يو (الإنجليزية)
- فابيو فينيارولي على موقع Soccerway.com (الإنجليزية)
- فابيو فينيارولي على موقع عالم كرة القدم.نت (الإنجليزية)